# Lord Balfour of Burleigh

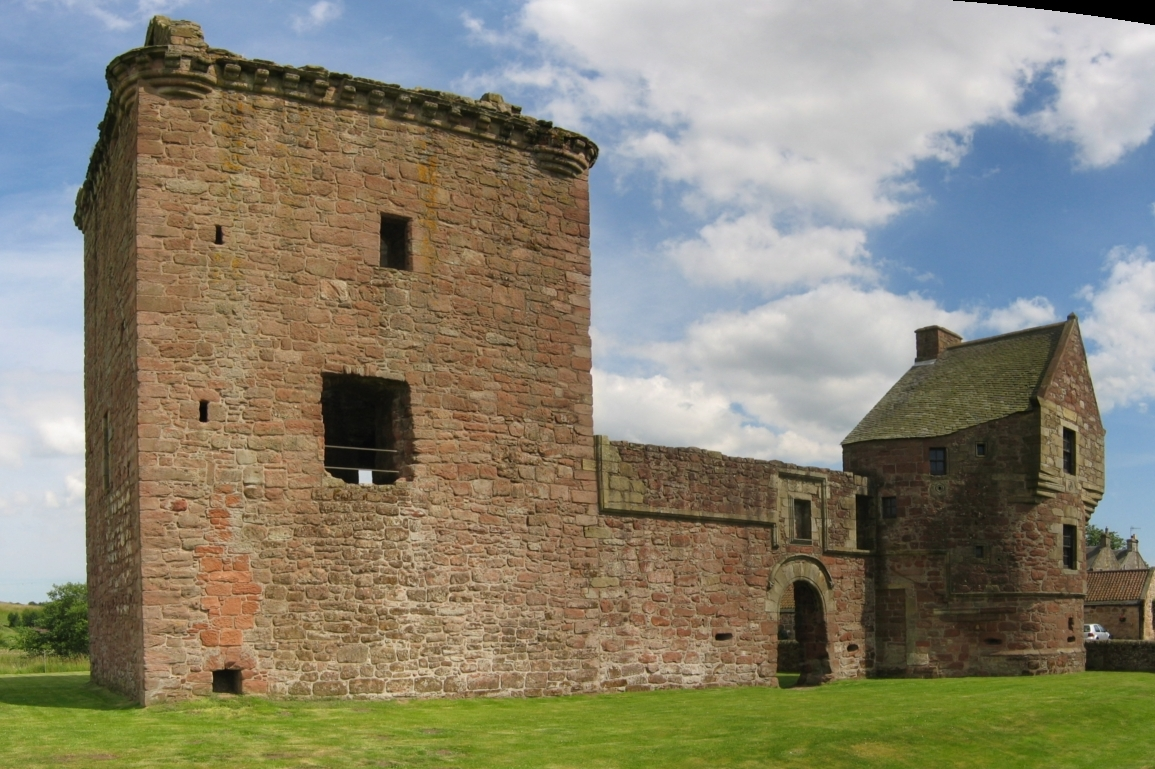
Burleigh Castle

Wappen der Lords Balfour of Burleigh, seit 1869 erweitert um das der Familie Bruce

Lord Balfour of Burleigh, in the County of Kinross, ist ein erblicher britischer Adelstitel in der Peerage of Scotland.
Historischer Familiensitz der Lords war Burleigh Castle bei Kinross, das heute eine Ruine ist.

## Verleihung
Der Titel wurde am 16. Juli 1607 durch Letters Patent für Sir Michael Balfour geschaffen. Der Titel ist in Ermangelung männlicher Erben auch in weiblicher Linie erblich.
Dem 5. Lord wurde 1715 der Titel aberkannt, nachdem er sich am Jakobitenaufstand beteiligt hatte. Erst 1869 konnte dessen Ur-urenkel die Wiederherstellung des Titels für sich als 6. Lord erwirken.
Heutiger Titelinhaber ist dessen Nachfahre Robert Bruce als 8. Lord.

## Liste der Lords Balfour of Burleigh (1607)
- Michael Balfour, 1. Lord Balfour of Burleigh († 1619)
- Margaret Balfour, 2. Lady Balfour of Burleigh († 1639)
- John Balfour, 3. Lord Balfour of Burleigh († 1688)
- Robert Balfour, 4. Lord Balfour of Burleigh († 1713)
- Robert Balfour, 5. Lord Balfour of Burleigh († 1757) (Titel verwirkt 1715)
- Alexander Bruce, 6. Lord Balfour of Burleigh (1849–1921) (Titel wiederhergestellt 1869)
- George Bruce, 7. Lord Balfour of Burleigh (1883–1967)
- Robert Bruce, 8. Lord Balfour of Burleigh (* 1927)

Mutmaßliche Titelerbin (Heiress Presumptive) ist die Tochter des aktuellen Titelinhabers Hon. Victoria Bruce-Winkler, Mistress of Burleigh (* 1973).